# جوبجی
جوبجی، روستایی از توابع بخش مرکزی شهرستان رامهرمز در استان خوزستان ایران است.
به گزارش خبرنگار مهر، عملیات لوله‌کشی سازمان آب و فاضلاب خوزستان در تاریخ 9 اردیبهشت 86 منجر به کشف گنجینه ای متعلق به 600 تا 700 پیش از میلاد در تپه باستانی جوبجی در روستایی به همین نام از توابع رامهرمز خوزستان شد. این تپه هنگام حفار‌یهای پیمانکار سازمان آب و برق آسیب جدی دید.

## جمعیت
این روستا در دهستان حومه‌شرقی قرار دارد و براساس سرشماری مرکز آمار ایران در سال ۱۳۸۵، جمعیت آن ۴۱۸ نفر (۸۲خانوار) بوده‌است.
‌